# Starinki (rejon krasninski)
Starinki (ros. Старинки) – wieś (ros. деревня, trb. dieriewnia) w zachodniej Rosji, w osiedlu wiejskim Mierlinskoje rejonu krasninskiego w obwodzie smoleńskim.

## Geografia
Miejscowość położona jest 1 km od drogi federalnej R135 (Smoleńsk – Krasnyj – Gusino), 9 km od centrum administracyjnego osiedla wiejskiego (Mierlino), 19 km od centrum administracyjnego rejonu (Krasnyj), 28 km od Smoleńska, 13 km od najbliższego przystanku kolejowego (Wielino).
W granicach miejscowości znajduje się ulica Lesnaja.

## Demografia
W 2010 r. miejscowość nie posiadała mieszkańców.